# Cienie w pieczarze
Cienie w pieczarze – powieść polityczna Stefana Kisielewskiego, wydana w 1971 r. pod pseudonimem „Tomasz Staliński” opublikowana przez emigracyjny Instytut Literacki w Paryżu. Pierwsze wydanie krajowe ukazało się w 1991 r. nakładem Wydawnictwa Iskry.

## Historia
Książka początkowo miała się nazywać „Cienie w jaskini”, przez nawiązanie do znanej metafory platońskiej. Podobnie jak w przypowieści Platona, gdzie ludzie widzą na ścianie jaskini tylko cienie prawdziwych rzeczy, i stąd czerpią wiedzę o świecie, zdaniem Kisiela, ludzie w PRL są każdego dnia oszukiwani, a przez to zniewoleni. Tytuł powieści zmienił Jerzy Giedroyc, co Kisielewski przez lata mu wypominał.

## Fabuła
Historia pisarza, który postanowił rozliczyć się z własnym szmatławym bytem, pełnym kompromisów wobec systemu. Postanawia więc napisać powieść, która byłaby świadectwem prawdy o Polsce. 

## Odbiór
Andrzej Horubała pisze, że od tej powieści dla większości czytelników powoli stawało się jasne, kto kryje się pod pseudonimem „Tomasz Staliński”, bo książka „aż kłębiła się od ujęć, którymi Kisielewski częstował czytelników w swych felietonach” .
Wielu krytyków uznało powieść za najlepszy utwór Kisielewskiego wydany pod pseudonimem Staliński. Michał Szyszka zgadza się z tym, pisząc, że jest to szczytowe osiągnięcie „pisarza-demaskatora”. Krytyk opisuje powieść jako utwór o „wszechogarniającym totalitaryzmie, zniewoleniu słowa i myśli człowieka, [...] które stało się stanem normalnym”. 
Entuzjastyczną recenzję w „Kulturze” napisał o powieści Czesław Miłosz, pisząc, że to „pierwsza książka napisana w PRL, która otwarcie podejmuje wyzwanie nacjonalizmu administracyjnie stosowanego, [...] pierwsza też, która zapowiada, że ci, którzy próbowali Polaków z »opętania Polską« wyzwolić, zostaną przez naród wypluci”. Maciej Broński z kolei porównał utwór z filmem Osiem i pół Felliniego, a Wojciech Karpiński łączy Cienie z twórczością Gombrowicza .
Z drugiej strony Horubała nazywa powieść „autotematyczną” „stłumioną i ułomną” i ocenia, że w tym wypadku ukrywanie prawdziwych nazw „spowodowało zwichnięcie narracji”, czyniąc historię „niepotrzebną i miejscami powierzchowną, niedopowiedzianą do końca”. Pisze o powieści również, że to „ni to esej, ni zlepek felietonów i okruchów wspomnień pozbawiony dramatyzmu i napięcia”, „żmudna publicystyka”, „szlachetna ramota”, która przydać się może najwyżej przyszłym badaczom historii PRL, a dominuje w niej gadulstwo .